# サクラ大戦物語 〜ミステリアス巴里〜
『サクラ大戦物語 〜ミステリアス巴里〜』（サクラたいせんものがたり ミステリアスパリ）は、セガによって2004年3月18日に発売されたPlayStation 2用ゲームソフト。『サクラ大戦シリーズ』の外伝である『サクラ大戦物語』シリーズ第1弾となる「巴里編」である。脚本は田村純一。
2004年3月18日、都内の池袋 GIGO で『サクラ大戦物語 〜ミステリアス巴里〜』の発売前夜祭が開催された。開始する1時間まえから50人以上のファンが店頭前に行列を作った。会場内では同ソフトの記念グッズが先行発売されたほか、前夜祭限定"ノンアルコールカクテル ミステリアス巴里"なども用意された。

## 内容
『サクラ大戦3 〜巴里は燃えているか〜』から1年後のフランス・巴里を舞台に、劇場シャノワールの踊り子の連続失踪事件を発端とする一連の事件を描く。プレイヤーはオリジナルキャラクターである日本人の探偵・明智小次郎、または小次郎の妹・明智ミキとなり、巴里花組のメンバーと共に事件の謎を追う。
ゲーム内容が殺人事件を取り扱っているにかかわらず、CEROのレーティングが「対象は全年齢」「このゲームには暴力シーン及びグロテスクな表現がある」マークがないという作品でもある。
一般人をプレイヤーとするため、サクラ大戦シリーズにおける戦闘パートは存在せず、ストーリーは終始アドベンチャーパートで進行していく。小次郎でゲームをプレイする場合はライフの表示があり、選択肢などによりライフが減り、ライフが0になるとゲームオーバー。ただしミキでのプレイにはライフの表示及びゲームオーバーがない。また、シリーズでおなじみのLIPS (Live & Interactive Picture System)をはじめ、ジョイスティックを使用し発言の強弱を付けるなど本ゲームでは変り種LIPSが多数登場する。
本編シリーズの主人公である大神一郎は登場せず、名前のみが語られる。

## 登場キャラクター
明智小次郎（あけち こじろう）
声 - 浪川大輔
生年月日 1901年6月13日 / 年齢 26歳 / 身長 181cm / 体重 71kg / 血液型 B型 / 出身 日本
主人公。私立探偵。千葉助の紙芝居や花組の舞台に登場する同名の探偵のモデルとされている。少々毒舌な所があるものの、探偵としての腕は確かである。目の前にいる人物の人柄や物事を冷静に見抜く鋭い観察眼を持っている。元海軍の軍人で、エリートだった大神一郎の事は一方的に知っている。両親は既になく、14歳の時からミキを男手ひとつで育ててきた。数年前までミキと二人暮しだった。倫敦（ロンドン）で出会った劇作家・金田金四郎の薦めにより探偵社を開業。それからの活躍ぶりは、金四郎の書いた傑作劇『紅蜥蜴』に登場する私立探偵「明智小次郎」のモデルにもなっている。
明智ミキ（あけち みき）
声 - 川澄綾子
生年月日 1911年3月24日 / 年齢 16歳 / 身長 154cm / 体重 47kg / 血液型 A型 / 出身 日本
小次郎の妹。兄に対して、兄妹以上の感情を抱いている節がある。このゲームのもう一人の主人公であり、ストーリーの約半分は彼女の視点で物語が進む。シャノワールの見習いダンサー。エルザと共に前座に抜擢され、小次郎をシャノワールに呼ぶ所からストーリーが始まる。物語が始まる3か月前、1927年の春にフランスへと渡り、巴里の街頭でショウをしながらフランス語を学んでいた。その姿がグラン・マの目にとまり、シャノワールへとスカウトされた。多少程度だが霊力を有しており、その霊力と事件の深入りがきっかけで物語後半では彼女も捕らわれの身となる。
エルザ・フローベール
声 - 笠原留美
生年月日 1909年8月2日 / 年齢 18歳 / 身長 171cm / 体重 56kg / 血液型 O型 / 出身 フランス
ミキの親友であるルームメイト。シャノワールの見習いダンサー。舞台初日に失踪する。孤児院で育った天涯孤独の身の上だが、そんな過去を感じさせない前向きで明るい性格の持ち主。周囲の人間に対する面倒見もよく姉御肌な一面も見せる。しかし孤児院でのとある秘密から強大な霊力を目覚めさせられており、それが原因で核反応機関ソレイユのコアとして捕らわれの身となる。
モルガン・カミュ
声 - 石川英郎
生年月日 1900年7月17日 / 年齢 27歳 / 身長 188cm / 体重 76kg / 血液型 B型 / 出身 フランス
自称フリージャーナリスト。常に情報を探し回り、特ダネになりそうなネタは見逃さない。活動ジャンルは芸能スキャンダルから、政府に目を付けられるような危険なネタまで多岐に渡っている。人当たりがよく聞き上手な性格だが、自らの目的を達成するために小次郎を利用するなど狡猾な面も持つ。自分は政府組織筋に顔が割れているとして、小次郎にさまざまな取引を持ちかける。その正体は内務省調査局の特別捜査官であり、小次郎を利用しつつ今回の事件の核心を追っていた。しかし終盤でドイツに買収された身であり、真の目的は核反応機関ソレイユをドイツへ提供することであったことが判明する。列車の運行ルートを部下に細工させ、列車内のソレイユをドイツへ運び込ませようとしたが、自我を取り戻しかけたエルザが列車を逆走させたことにより失敗。最終的に小次郎に追い詰められるが、走行中の列車の窓から身を投げて逃走した。
ベルナデッド・シモンズ
声 - 折笠富美子
生年月日 1913年12月12日 / 年齢 13歳 / 身長 146cm / 体重 39kg / 血液型 AB型 / 出身 フランス
モンマルトルで手製の詩集を販売している謎の少女。無口だが口を開けば物騒な台詞が飛び出す事が多い。生活のために詩を売っているわけではなく、自らの想いを伝えるために詩を綴っている。そのため、気に入った相手でなければお金を出されても詩集を渡すことはない。彼女の詩は言葉数は少ないものの物事の本質を端的に捉えており、一部では高く評価されている。無口で近寄りがたい雰囲気を持ち、芸術家の卵が多いモンマルトル広場の中でも異彩を放つ存在。その正体は事件の黒幕であるドレフィスの忠実な下僕であり、『ノワール・フルーレ』の異名を持つ。常に携帯している黒い薔薇で飾られた傘に仕込んでいる錐状の刃で、標的の急所を一撃で突いて殺害することを得意とする暗殺のプロフェッショナル。終盤ではドレフィスが殺害されたことにより、今まで自分がやってきた非行を許す者がいないという理由で小次郎の拳銃を奪い自決しようとする。なお彼女が自決してしまうと彼女の好感度をヒロイン中1位にさせても彼女によるエンディングが見れなくなる。
グエン・テュ・アイン
声 - 沢海陽子
生年月日 1898年1月22日 / 年齢 29歳 / 身長 166cm / 体重 49kg / 血液型 A型 / 出身 ベトナム
理化学研究所研究員。バレス教授の助手を務める女性研究員。コクリコと同じベトナム出身。両親はおらず、フォンという祖母がいるが研究に没頭するあまり疎遠となっている。その寂しさを紛らわすために、夜は酒場に入り浸っていることが多い。祖国ベトナムの発展のために核反応機関ソレイユの研究に尽力していたが、ソレイユの利用目的が世界征服だと知りドレフィスに猛反対するも、ソレイユ完成直後にドレフィスから不要な存在とされ、銃撃を受ける。後に研究所に駆けつけた小次郎にソレイユ及びミキの行方を知らせて息絶えた。
ハインツ・シュペングラー
声 - 増谷康紀
生年月日 1895年5月7日 / 年齢 32歳 / 身長 184cm / 体重 72kg / 血液型 O型 / 出身 ドイツ
シャノワールに資金提供を持ちかけてくるドイツの青年実業家。女好き。新たにモンマルトル界隈で商売を展開するためブルーメール家に接触してくる。また、エルザとミキを前座にするよう、グラン・マに持ちかけた。小次郎が巴里に向かう汽車の中で何者かに殺害される。
ヴァレリー・スタンダール
声 - 石波義人
生年月日 1871年9月17日 / 年齢 56歳 / 身長 163cm / 体重 88kg / 血液型 B型 / 出身 フランス
元孤児院の院長。かつては社交的な人物でルネ神父とも親交があったが、現在は自宅にこもり、外部との接触を断っているように見える。しかし孤児院のとある秘密から、後に何者かに殺害される。
フレデリック・ドレフィス
声 - 斉藤志郎
生年月日 1877年11月23日 / 年齢 49歳 / 身長 186cm / 体重 82kg / 血液型 O型 / 出身 フランス
元陸軍大佐。強硬派の愛国者だが、それが災いしてパリシィ怪人による巴里襲撃事件におけるシテ島攻防戦での責任を取らされ、軍を去ったとの経緯を持つ。しかしその正体は踊り子失踪事件の黒幕であり、核反応機関ソレイユを利用してフランスの覇権を握り世界に君臨する野望を抱いていた。『ディビジョン・ノワール』という組織を率いており、霊力を持つとされる少女をソレイユのコアとして拉致しては運用が上手くいかないならば殺し捨てるという冷酷非道な男。終盤ではソレイユを積んだ軍用列車を発進させるも、密かに列車に乗り込んでいたカミュから銃撃を受けて死亡。
赤城三郎（あかぎ さぶろう）
本編を一度クリアすると出現する特典シナリオの主人公。大神一郎の遠縁にあたる。特典シナリオでの彼の目的は「巴里の住人たちと仲良くなってツボを買ってもらう」というものである。

### 巴里華撃団
- エリカ・フォンティーヌ
- グリシーヌ・ブルーメール
- コクリコ
- ロベリア・カルリーニ
- 北大路花火
- メル・レゾン
- シー・カプリス
- グラン・マ

## 続編について
2002年に「サクラ大戦ワールドプロジェクト」の発売予定ソフトとして発表された際には、本作と共に『サクラ大戦物語 帝都編』の発売も告知されていたが、以後続報が一切無い状況が続いていた。そして雑誌『週刊ファミ通』2008年10月3日号の誌上にて、正式に発売中止と掲載された。